# Hitoshi Shiota
Hitoshi Shiota (塩田 仁史 Shiota Hitoshi?), född 28 maj 1981 i Ibaraki prefektur, är en japansk fotbollsspelare.
Shiota började sin karriär 2004 i FC Tokyo. Han spelade 85 ligamatcher för klubben. Med FC Tokyo vann han japanska ligacupen 2004, 2009 och japanska cupen 2011. 2015 flyttade han till Omiya Ardija.